# Lemony Snicket: Seria niefortunnych zdarzeń
Lemony Snicket: Seria niefortunnych zdarzeń (ang. Lemony Snicket’s A Series of Unfortunate Events) – film w reżyserii Brada Silberlinga, nakręcony w 2004 roku. Scenariusz filmu powstał na podstawie pierwszych trzech części z serii książek dla dzieci pt. Seria niefortunnych zdarzeń: Przykry początek, Gabinet gadów i Ogromne okno.
Serwis Rotten Tomatoes przyznał mu wynik 72%.

## Obsada
| Postać                     | Aktor                        | Polski dubbing        |
| -------------------------- | ---------------------------- | --------------------- |
| Hrabia Olaf                | Jim Carrey                   | Mariusz Czajka        |
| Józefina Anwhistle         | Meryl Streep                 | Barbara Bursztynowicz |
| Wioletka Baudelaire        | Emily Browning               | Anna Klamczyńska      |
| Klaus Baudelaire           | Liam Aiken                   | Rafał Kołsut          |
| Słoneczko Baudelaire       | Kara Hoffman, Shelby Hoffman | –                     |
| Pan Poe                    | Timothy Spall                | Włodzimierz Press     |
| Wujek Monty                | Billy Connolly               | Grzegorz Wons         |
| Lemony Snicket             | Jude Law (głos)              | Grzegorz Damięcki     |
| Sędzia Strauss             | Catherine O’Hara             | Ewa Ziętek            |
| Hakoręki                   | Jamie Harris                 | Marcin Perchuć        |
| Łysy                       | Luis Guzmán                  | Andrzej Chudy         |
| Osoba o nieokreślonej płci | Craig Ferguson               | ?                     |
| Biadolica                  | Jennifer Coolidge            | ?                     |
| Krytyk                     | Dustin Hoffman               | Piotr Fronczewski     |

## Fabuła
Film rozpoczyna się animowaną sekwencją, udającą film zatytułowany „Najmniejszy elf”, w której tytułowy elf śpiewa i tańczy w słonecznym lesie, pośród swoich przyjaciół i radosnych zwierząt. Sekwencja zostaje jednak szybko przerwana przez głos narratora, Lemony’ego Snicketa (Jude Law), który informuje widza, że to nie jest film, który będzie oglądać, ale jeszcze nie jest za późno, by to zmienić.
Właściwa akcja filmu rozpoczyna się na plaży, na której czternastoletnia Wioletka (Emily Browning), dwunastoletni Klaus (Liam Aiken) oraz będące niemowlęciem Słoneczko (Kara i Shelby Hoffman) Baudelaire – miłe, grzeczne, inteligentne dzieci – dowiadują się od pana Poe (Timothy Spall), że straciły w pożarze rodziców i dom, a pan Poe został przedstawicielem ich interesów. Według testamentu zostawionego przez ich rodziców, rodzeństwo ma zostać oddane pod opiekę ich najbliższemu krewnemu. Baudelaire’owie trafiają więc pod opiekę Hrabiego Olafa (Jim Carrey), który jest dalekim krewnym, jednakże najbliższym w sensie geograficznym. Niestety, okazuje się, że nie obchodzi go dobro dzieci, a jedynie ich majątek. Wykorzystuje sieroty do przerastających ich możliwości prac domowych, przydziela im jeden pokój z zepsutym łóżkiem, traktuje okrutnie i bezdusznie, a w końcu, kiedy sędzia oficjalnie przyznaje mu opiekę, próbuje je zabić, pozorując wypadek samochodowy. Na szczęście Wioletka, Klaus i Słoneczko znajdują sposób, aby się uratować, a pan Poe (nie rozumiejąc do końca, co zaszło, uznawszy, że Hrabia Olaf niezwykle nieodpowiedzialnie pozwolił Słoneczku kierować samochodem) zabiera dzieci do innego opiekuna. Olaf na pożegnanie wyznaje sierotom, że znajdzie je, gdziekolwiek by się nie udały i zdobędzie ich majątek.
Nowym opiekunem zostaje doktor Montgomery Montgomery, herpetolog (Billy Connolly). Chociaż wszechobecność niebezpiecznych gadów przeraża na początku tak pana Poe, jak i nauczone doświadczeniem dzieci, doktor Montgomery (każący nazywać się po prostu wujciem Montym) okazuje się być dobrym, odpowiedzialnym opiekunem, a sieroty po raz pierwszy od śmierci rodziców doświadczają rodzinnego szczęścia i spokoju. Klaus zwraca uwagę na złotą lunetę wujcia Monty’ego, taką samą, jaką znalazł w szufladzie swojego ojca w ich spalonym domu, jednak wujcio Monty nie chce ciągnąć tego tematu i oznajmia tylko, żeby dzieci poszły spać, gdyż następnego dnia wyjeżdżają do Peru badać nowe gady.
Sielanka nie trwała długo, gdyż dzień po przyjeździe Baudelaire’ów, do drzwi puka nowy asystent wujcia Monty’ego, przedstawiający się jako Stefano, w którym jednak dzieci rozpoznają bez trudu Hrabiego Olafa. Pomimo prób ostrzeżenia swojego opiekuna, doktor Montgomery uznaje, że Stefano jest szpiegiem z Towarzystwa Herpetologów wysłanym, by wykraść wyniki jego badań. Omyłkę tę przypłaca życiem – pada pierwszą śmiertelną ofiarą Olafa, który pozoruje ukąszenie Niewiarygodnie Jadowitej Żmii (w rzeczywistości będącej najłagodniejszym wężem w kolekcji wujcia Monty’ego). Dzieci ponownie go demaskują, pozwalając Żmii ukąsić Słoneczko, aby zademonstrować łagodność gada. Sprawiedliwości mimo to nie staje się zadość – Hrabia Olaf wraz ze swoim pomocnikiem ucieka, a pan Poe, nabrawszy się na jego przebranie, wysyła list gończy za Stefano.
Dzieci trafiają pod opiekę ciotki Józefiny Anwhistle (Meryl Streep), miłośniczki gramatyki, mieszkającej w niebezpiecznie chylącym się ku przepaści domu nad Jeziorem Łzawym. Ciotka okazuje się być ogromnie strachliwą osobą: nie używa klamek, żeby nie rozpadły jej się pod ręką i ich fragment nie zniszczył jej oczu; nie używa piecyka, żeby nie wywołać pożaru; boi się otwierać lodówkę, żeby jej nie przygniotła. Nawet agenci nieruchomości ją przerażają. Jak mówi potem sierotom, nie zawsze taka była, jednakże odkąd pijawki łzawe (żyjące w Jeziorze Łzawym, wyposażone w bardzo ostre zęby stworzenia, które wyczują każde pożywienie i pochłoną je bardzo szybko, dlatego ważne jest odczekanie godziny po posiłku przed wejściem do wody) pożarły jej męża, boi się niemal wszystkiego. Jej lęki i upodobanie do poprawiania gramatycznych błędów są dla rodzeństwa uciążliwe, jednak sieroty nie skarżą się, ciesząc się z własnego bezpieczeństwa. Ponadto przy przeglądaniu jej albumu z fotografiami, znajdują zdjęcie przedstawiające wielu ludzi, w tym ciotkę Józefinę, jej męża, państwo Baudelaire i wujcia Monty’ego, a wszyscy mają znane już rodzeństwu złote lunety. Józefina peszy się, zabierając Baudelaire’om album, stwierdzając, że nie lubi tego zdjęcia, bo źle na nim wyszła.
Wkrótce sieroty mają większe problemy niż tajemnicze lunety, gdyż podczas zakupów z ciotką natykają się na Hrabiego Olafa, tym razem przebranego za kapitana pobliskiego Doku Damoklesa, który stracił nogę z powodu pijawek łzawych, przedstawiającego się jako kapitan Szlam (w wersji z lektorem kapitan Przekręt). Oczarowuje on Józefinę, która od razu zaprasza go na wspólny obiad i zostaje z nim sam na sam, odsyłając dzieci na dalsze zakupy. Wszystkie niepokoje Baudelaire’ów spełniają się, kiedy po powrocie do domu znajdują list samobójczy ciotki Józefiny, w którym przekazuje opiekę nad nimi Kapitanowi Szlamowi oraz wybite szyby sugerujące, że Józefina skoczyła z klifu, na którym znajduje się dom, do jeziora. Klaus jednak zwraca uwagę na liczbę błędów w liście zgadując, że jest to zaszyfrowana wiadomość do nich, zdradzająca, że Józefina żyje i ukrywa się w jaskini po drugiej stronie Jeziora Łzawego. Pomimo tego dzieci nie mogły od razu udać się na ratunek, gdyż huragan Herman zaczyna niszczyć dom. Wszystkie lęki ciotki Józefiny zaczynają się ziszczać, a w harmiderze Klaus odkrywa ukryty pokój męża ciotki Józefiny, pełen wycinków prasowych dotyczących WZS (Wolontariatu Zapalonych Strażaków).
Dzięki ich sprytowi, Wioletka, Klaus i Słoneczko wydostają się w końcu z pułapki i docierają do ciotki, która proponuje im prowadzenie dalszego, bezpiecznego życia w jaskini. Sierotom pomysł ten wydaje się absurdalny i przekonują ją do wyjścia tłumacząc, że jaskinia jest wystawiona na sprzedaż, więc z pewnością będzie ją odwiedzać wielu agentów nieruchomości. Niestety, Józefina przed przybyciem dzieci zjadła banana, więc podczas przeprawy przez jezioro całą czwórkę atakują pijawki łzawe. Sytuacja wydaje się beznadziejna, kiedy nadchodzi pomoc – Hrabia Olaf, który zabiera Baudelaire’ów na pokład swojej łodzi, ale Józefinę pozostawia na pożarcie pijawek.
Po dotarciu na stały ląd Olaf i dzieci spotykają pana Poe, który uznaje, że mylnie ocenił Hrabiego i z powrotem przyznaje mu opiekę nad dziećmi.
W swoim domu Hrabia Olaf przygotowuje plan, który ma mu zapewnić zdobycie majątku Baudelaire’ów – chce wystawić sztukę, w której Wioletka wyjdzie za niego za mąż. Użyje jednak prawdziwego dokumentu, podpisanego w obecności nieświadomej niczego prawdziwej sędziny, jego sąsiadki, Sędzi Strauss. Aby zapewnić sobie posłuszeństwo Wioletki porywa Słoneczko, zamyka w klatce i wywiesza przez okno w wieży swojego domu gotów zdalnie zrzucić niemowlę na ziemię, gdyby Wioletka oponowała.
Choć dziewczyna nie widzi wyjścia z sytuacji, Klaus nie ma zamiaru się poddać. Dostaje się na wieżę, ratuje Słoneczko i odkrywa wielkie szkło powiększające, skierowane w stronę ruin ich rodzinnego domu, będące przyczyną wybuchnięcia pożaru w domu Baudelaire’ów.
Tymczasem Wioletka podpisuje akt ślubu, a Olaf ogłasza zebranej publiczności, że sztuka była fałszywa, w przeciwieństwie do zawartego małżeństwa. Wybucha zamieszanie, z triumfującym Olafem w centrum, wymachującym dokumentem, który nagle zaczyna płonąć. Okazuje się, że to zasługa Klausa, który wykorzystał znalezione na wieży szkło powiększające.
Zdemaskowany Olaf zostaje skazany na pokonanie tych samych niebezpieczeństw, na które naraził dzieci, wydaje się więc, że zakończenie jest szczęśliwe, jednak, podczas gdy dzieci odjeżdżają ze swoim nowym opiekunem, Lemony Snicket informuje widza, że Olafowi udało się ponownie uciec.

## Akcja promocyjna
- W ramach akcji promocyjnej w USA do popularnych zestawów śniadaniowych dla dzieci Lunchables dołączano serię mini-opowiadań zatytułowanych „The Dismal Dinner” opowiadających m.in. o czwartej od końca proszonej kolacji w domu Baudelaire’ów.